# Mircia Giurgiu
Mircia Giurgiu (n. 16 decembrie 1964, com. Râșca, județul Cluj) este un politician român, membru al Parlamentului României. Mircia Giurgiu a fost ales în legislatura 2004-2008 pe listele PRM dar în februarie 2005 a devenit deputat neafiliat. În legislatura 2008-2012, Mircia Giurgiu a fost ales deputat pe listele PDL dar din mai 2011 a devenit deputat independent, iar în octombrie 2012 a devenit membru PSD. În cadrul activității sale parlamentare în legislatura 2008-2012, Mircia Giurgiu a fost membru în grupurile parlamentare de prietenie cu Regatul Belgiei, Republica Ecuador, Republica Turkmenistan, Republica Islamică Iran și Republica Bulgaria. 
Este absolvent al Facultății de sociologie, jurnalistică și filosofie a Universității „Avram Iancu” din Cluj-Napoca. Din 1997 până în 2004 a deținut diverse funcții în cadrul organizațiilor sindicale din domeniul tipografiei și în cadrul Blocului Național Sindical.

## Critici
În legislatura 2008 - 2012, Mircia Giurgiu și-a angajat pe fratele său în funcția de șofer al propriului birou parlamentar cu venituri totale de 13.975 lei, încălcând astfel articolul 70 din Legea 161/2003 privind conflictul de interese administrativ.